# Pretty Girls Make Graves
Pretty Girls Make Graves — постпанк-группа из Сиэтла (США, Вашингтон), образованная в 2001 году. За 6 лет существования записали 3 студийных альбома. Распались в 2007 году.

## Состав
2001 — 2004
- Андреа Золло (Andrea Zollo) — вокал
- Дерек Фюдеско (Derek Fudesco) — бас-гитара, вокал
- Ник ДеВитт (Nick DeWitt) — ударные, синтезаторы, семплы, вокал
- Нэтан Телен (Nathan Thelen) — гитара, вокал
- Джей Кларк (Jay Clark) — гитара, синтезаторы, семплы, вокал

2004 — 2007
- Андреа Золло (Andrea Zollo) — вокал
- Дерек Фюдеско (Derek Fudesco) — бас-гитара, вокал
- Ник ДеВитт (Nick DeWitt) — ударные, синтезаторы, семплы, труба, бас-гитара, вокал
- Джей Кларк (Jay Clark) — гитара, синтезаторы, семплы, вокал
- Леона Маррс (Leona Marrs) — синтезаторы, аккордеон, мелодика, вокал

## Дискография

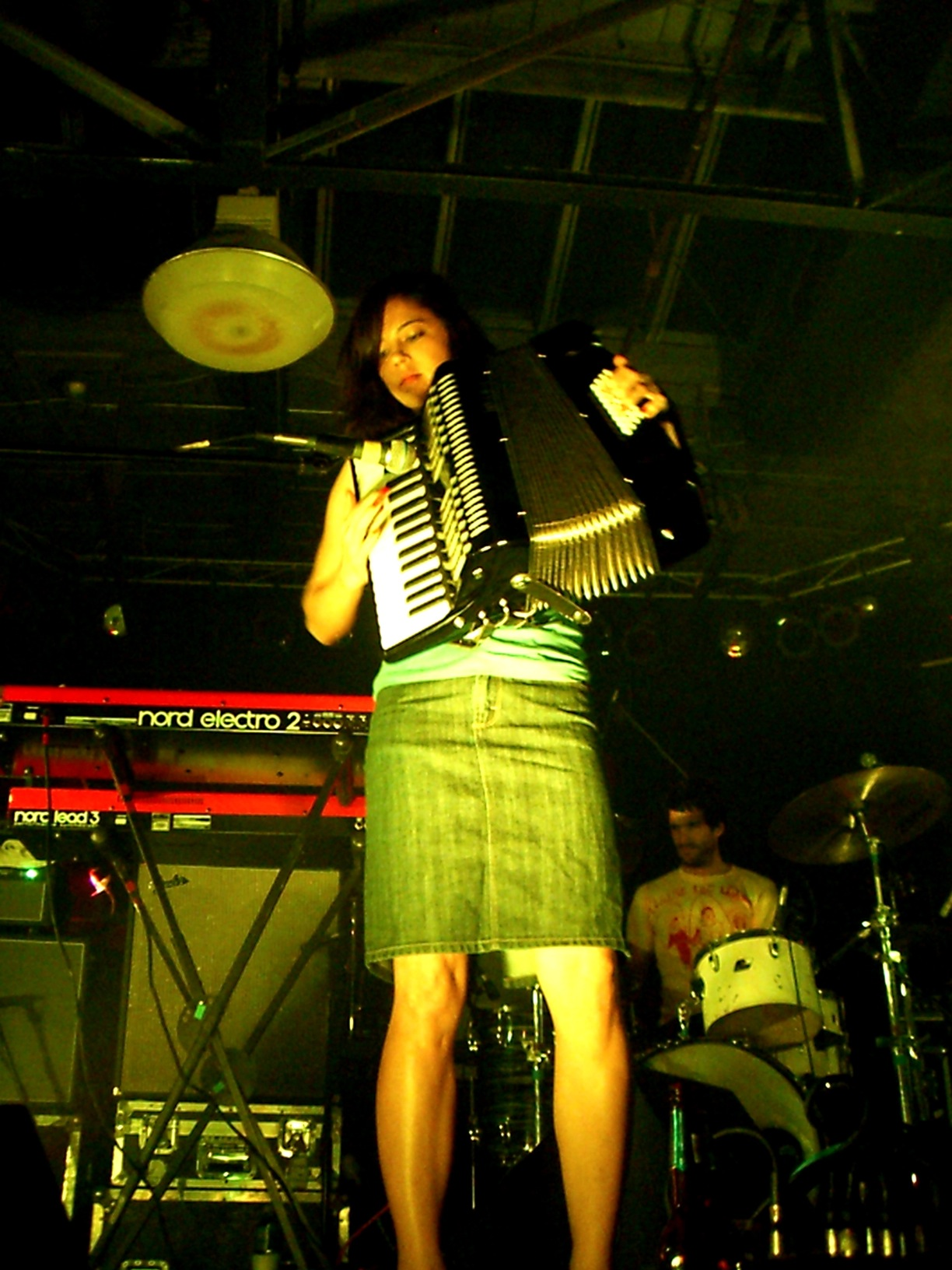
Леона Маррс в составе PGMG на концерте в городе Орландо (2006 год)

### Студийные альбомы
- Good Health (2002, Lookout!)
- The New Romance (2003, Matador)
- Élan Vital (2006, Matador)

### Другие издания
- Pretty Girls Make Graves EP (2001, Dim Mak)
- More Sweet Soul b/w If You Hate Your Friends, You’re Not Alone (2001, Sub Pop)
- Sad Girls Por Vida b/w The Getaway (2002, Sound Virus)
- By The Throat b/w Ghosts In The Radio & More Sweet Soul (2002, Hand Held Heart)
- Speakers Push The Air b/w Bring It On Golden Pond & If You Hate Your Friends, You’re Not Alone (2002, Dim Mak)
- This Is Our Emergency (2002, Matador)
- All Medicated Geniuses b/w C-30 C-60 C-90 GO! & Magic Lights (2003, Matador)